# Église catholique aux Pays-Bas

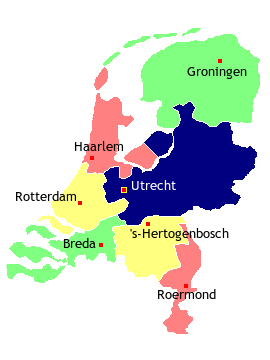
L'archidiocèse d'Utrecht avec les diocèses suffragants.

L'Église catholique aux Pays-Bas (en néerlandais : De Katholieke kerk in Nederland), désigne l'organisme institutionnel et sa communauté locale ayant pour religion le catholicisme aux Pays-Bas.   
L'Église aux Pays-Bas est organisée en une unique province ecclésiastique, la province ecclésiastique d'Utrecht, qui n'est pas soumise à une juridiction nationale au sein d'une Église nationale mais qui est soumise à la juridiction universelle du pape, évêque de Rome, au sein de « l'Église universelle ».  
L'unique province se compose de sept diocèses (un archidiocèse métropolitain et six diocèses suffrageants) qui rassemblent toutes les paroisses des Pays-Bas.
En étroite communion avec le Saint-Siège, les évêques des diocèses aux Pays-Bas sont membres d'une instance de concertation, la conférence épiscopale néerlandaise. 
Depuis 1795, les Pays-Bas n'ont plus de religions d'État ni officielles ce qui est confirmé en 1983, l'article 6 de la Constitution des Pays-Bas garantissant l'exercice de toutes les confessions : « toute personne a le droit de manifester librement sa religion ou ses convictions, individuellement ou en collectivité. La loi peut fixer des règles pour combattre ou prévenir les désordres »,, autorisant ainsi l'Église catholique.
L'Église catholique est la communauté religieuse majoritaire aux Pays-Bas .

## Organisation
Les sept diocèses de la province ecclésiastique d'Utrecht, sont l'archidiocèse d'Utrecht, et ses six diocèses suffragants : Breda, Groningue-Leeuwarden, Haarlem-Amsterdam, Ruremonde, Rotterdam et Bois-le-Duc :  
- Province ecclésiastique d'Utrecht 
  - Archidiocèse d'Utrecht
  - Diocèse de Breda
  - Diocèse de Groningue-Leeuwarden
  - Diocèse de Haarlem-Amsterdam
  - Diocèse de Ruremonde
  - Diocèse de Rotterdam
  - Diocèse de Bois-le-Duc.

## Statistiques
Dans une population de 17  millions d'habitants, l'Église catholique est la communauté religieuse comptant le plus de membres aux Pays-Bas avec 29% des Néerlandais (pratiquant pleinement ou non leur religion) qui se déclaraient catholiques et 42 % sans religion.

## Source
- Annuario pontificio 2011, Città del Vaticano, 2011.